# گزانتوکنیت
گزانتوکنیت (به انگلیسی: Xanthoconite) با فرمول شیمیایی Ag3AsS3 از مجموعه کانی هاست و از کلمات یونانی Xanthos به معنای زرد و Konis به مفهوم پودر گرفته شده‌است. با شعله گاز ذوب می‌گردد و بوی سیر تولید می‌کند. دراسیدنیتریک محلول است. با آب مقطر تمیز می‌شود. Ag:۶۵٫۴۲٪ As:۱۵٫۱۴٪ S:۱۹٫۴۴٪ با آب مقطر تمیز می‌شود-ازنورحفظ شود برای اولین بار در چک و اسلواکی کشف شد و از نظر شکل بلور: پهن و کوتاه - پسودورومبوئدری، رنگ: قرمز جگری - قهوه‌ای - درنور زردلیموئی، شفافیت: شفاف - نیمه شفاف، شکستگی: نیمه صدفی، جلا: الماسی - صدفی، رخ: مطابق با سطح، سیستم تبلور: مونوکلینیک و در رده‌بندی سولفور است و منشأ تشکیل آن هیدروترمال است.
همایند کانی‌شناسی (پارانژ) آن پروستیت- پروستیت- آرسنیک است
، از نظر ژیزمان بلوری - خاکی کمیاب ; آلمان شرقی و غربی، چک و اسلواکی، فرانسه، رومانی، شیلی و.... یافت می‌شود.